# Liste des institutions du Québec
Cet article présente une liste des institutions du Québec.

## Normes et pratiques sociales

### De droit
- Le bijuridisme : Droit romano-germanique et common law
- La Charte de la langue française
- La Charte des droits et libertés de la personne
- Le Code civil du Québec
- La Convention de la Baie-James et du Nord québécois

### De l'environnement
- Les parcs nationaux du Québec
- Les réserves fauniques du Québec

## Organismes

### Organismes publics
- Les administrations publiques
  - Les administrations publiques centrales
  - Les administrations territoriales
  - Les administrations de sécurité sociale

#### Administrations publiques centrales
- Le Parlement
  - L'Assemblée nationale
    - Le Directeur général des élections
    - Le Protecteur du citoyen
    - Le Vérificateur général
    - Le Commissaire à l'éthique et à la déontologie
    - La Commission de la fonction publique
    - La Commission des droits de la personne et des droits de la jeunesse
    - La Commission de l'accès à l'information
- Le gouvernement
  - Le Conseil exécutif
    - Les ministères
    - Les organismes divers d'administration centrale
      - Le Tribunal administratif du Québec
- La juridiction de l'ordre judiciaire
  - La Cour d'appel du Québec
  - La Cour supérieure du Québec
  - La Cour du Québec
    - La Cour des petites créances

  - Le Tribunal des droits de la personne
  - Le Tribunal des professions

#### Administrations territoriales
- Les administrations régionales crie et Kativik
- Les centres de services scolaires (anciennement nommés commissions scolaires)
- Les communautés métropolitaines
- Les municipalités locales
- Les municipalités régionales de comté (MRC)
- Les régions administratives
- Union des municipalités (UMQ)

#### Administrations de sécurité sociale
- L'aide financière aux études (AFE)
- L'aide juridique
- L'aide financière de dernier recours
- La Commission de la santé et de la sécurité du travail (CSST)
- La Régie de l'assurance maladie du Québec (RAMQ)
- Retraite Québec
- Le Régime québécois d'assurance parentale (RQAP)
- La Société de l'assurance automobile du Québec (SAAQ)
- Les fonds d'aide et d'indemnisation
  - Le Fonds d'aide aux recours collectifs
  - Le Fonds d'aide aux victimes d'actes criminels
  - Le Fonds d'indemnisation des clients des agents de voyages
  - Le Fonds d'indemnisation des services financiers
  - Le Fonds d'indemnisation du barreau du Québec
  - Le Fonds d'indemnisation du courtage immobilier

### Organismes parapublics

#### Corporations
- Conseil interprofessionnel du Québec

- Association des biologistes du Québec
- Association des chirurgiens dentistes du Québec
- Association des dermatologistes du Québec
- Association des massothérapeutes du Québec
- Association des spécialistes en chirurgie plastique et esthétique du Québec (ASCPEQ)
- Barreau du Québec
- Chambre de la sécurité financière
- Chambre des notaires du Québec
- Collège des médecins du Québec

- Ordre des acupuncteurs du Québec
- Ordre des administrateurs agréés du Québec
- Ordre des agronomes du Québec
- Ordre des architectes du Québec (OAQ)
- Ordre des arpenteurs-géomètres du Québec
- Ordre des audioprothésistes du Québec
- Ordre des chimistes du Québec
- Ordre des chiropraticiens du Québec
- Ordre des comptables agréés du Québec (CA)
- Ordre des comptables en management accrédités du Québec (CMA)
- Ordre des comptables généraux accrédités du Québec (CGA)
- Ordre des conseillers en ressources humaines agréés du Québec
- Ordre des dentistes du Québec
- Ordre des denturologistes du Québec
- Ordre des infirmières et infirmiers du Québec (OIIQ)
- Ordre des ingénieurs du Québec
- Ordre des médecins spécialistes du Québec
- Ordre des médecins omnipraticiens
- Ordre des médecins vétérinaires du Québec
- Ordre des pharmaciens du Québec
- Ordre professionnel des diététistes du Québec
- Ordre des psychologues du Québec

- Organisme d'autoréglementation du courtage immobilier du Québec (OACIQ)

#### Réseau des services de garde
- Les centres de la petite enfance (CPE)

#### Réseau de l'éducation
- Le Conservatoire de musique et d'art dramatique du Québec
- L'École nationale de cirque
- L'École des hautes études commerciales de Montréal
- L'École nationale d'aérotechnique
- L'École nationale de l'humour
- L'École nationale de police du Québec (ENPQ)
- L'École nationale des pompiers du Québec
- L'École polytechnique de Montréal
- L'Institut de Saine Gestion (ISG)
- L'Institut maritime du Québec
- L'Institut québécois de planification financière (IQPF)
- L'Institut québécois des hautes études internationales
- L'Université Bishop
- L'Université Concordia
- L'Université Laval à Québec
- L'Université McGill
- L'Université de Montréal
- L'Université de Sherbrooke
- L'Université du Québec (université publique)
  - L'Université du Québec à Montréal (UQAM)
  - L'Université du Québec en Abitibi-Témiscamingue (UQAT)
  - L'Université du Québec en Outaouais (UQO)
  - L'Université du Québec à Trois-Rivières (UQTR)
  - L'Université du Québec à Chicoutimi (UQAC)
  - L'Université du Québec à Rimouski (UQAR)
  - L'École nationale d'administration publique à Québec (ENAP)
  - L'Institut national de la recherche scientifique à Québec (INRS)
  - L'École de technologie supérieure (ETS)
  - La TELUQ

#### Réseau de la santé et des services sociaux
- Agences de la santé et des services sociaux
- Centre de santé et de services sociaux (CSSS)
- Centre hospitalier de services généraux et spécialisés (CHSGS)
- Centre hospitalier de soins de longue durée (CHSLD)
- Centre hospitalier universitaire (CHU)
- Centre local de services communautaires (CLSC)
- Centres jeunesse
- Office des personnes handicapées du Québec

#### Syndicats
- L'Alliance du personnel professionnel et technique de la santé et des services sociaux (APTS)
- L'Association des archivistes du Québec
- L'Association des journalistes indépendants du Québec
- L'Association pour une solidarité syndicale étudiante
- La Fédération des médecins spécialistes du Québec
- La Fédération étudiante collégiale du Québec (FECQ)
- La Fédération étudiante universitaire du Québec (FEUQ)
- La Centrale des syndicats du Québec (CSQ)
- La Centrale des syndicats démocratiques
- La Confédération des syndicats nationaux (CSN)
- La Fédération des travailleurs et travailleuses du Québec (FTQ)
- Le Syndicat de la fonction publique du Québec (SFPQ)
- L'Union des artistes (UDA)
- L'Union des écrivaines et des écrivains québécois

### Organismes privés

#### Associations
- Société québécoise de science politique
- Société de criminologie du Québec
- Institut québécois d'affaires publiques
- Fédération québécoise des massothérapeutes (FQM)
- Association québécoise des thérapeutes naturels (AQTN)
- Association professionnelle des massothérapeutes spécialisés du Québec

#### Banques
- La Banque Laurentienne du Canada
- La Banque du peuple
- La Banque d'Hochelaga
- La Banque des Cantons de l'Est
- La Banque nationale du Canada
- La Banque canadienne nationale
- La Banque Jacques-Cartier
- La Banque provinciale du Canada
- La Banque d'économie de Québec
- La Banque Populaire de Québec
- La Banque Mercantile du Canada

#### Coopératives
- Les coopératives de service à domicile
- La Coopérative nationale de l'information indépendante
- Le mouvement Desjardins

#### Établissements financiers
- L'Industrielle Alliance
- Le Mouvement coopératif des caisses populaires Desjardins
- La Capitale groupe financier, Mutuelle de l'administration publique

#### Instituts historiques
- L'Institut canadien de Québec
- L'Institut canadien de Montréal

#### Instituts scientifiques
- L'Association de la recherche industrielle du Québec (ADRIQ)
- Le Conseil de la science et de la technologie du Québec
- L'Institut de réadaptation de Montréal (IRM)
- L'Institut de recherche d'Hydro-Québec (IREQ)
- L'Institut de recherche sur le Québec
- L'Institut de technologie agroalimentaire (ITA)
- L'Institut de Saine Gestion (ISG)
- L'Institut national de la recherche scientifique du Québec (INRS)
- Le Institut national de santé publique du Québec (INSPQ)
- L'Institut de recherches cliniques de Montréal (IRCM)
- L'Institut de recherche Robert-Sauvé en santé et en sécurité du travail (IRSST)
- L'Institut de la sécurité de l'information du Québec
- Le Centre de recherche interuniversitaire sur la mondialisation et le travail (CRIMT)

#### Musées
- Le Musée des beaux-arts de Montréal
- Le Musée national des beaux-arts du Québec
- Le Musée d'art contemporain de Montréal
- Le Musée McCord
- Le Centre d'histoire de Saint-Hyacinthe
- Le Musée de la civilisation de Québec
- Le Musée de la Mode

#### Organisations culturelles
- L'Académie des lettres du Québec
- Réseau des conseils régionaux de la culture

#### Organisations environnementales
- Le Bureau d'audience publique sur l'environnement (BAPE)
- La Société de protection des forêts contre le feu (SOPFEU)
- La Société de protection des forêts contre les insectes et maladies (SOPFIM)
- La Fondation internationale des énergies renouvelables (FIER)

#### Organisations internationales
- L'Association québécoise des organismes de coopération internationales (AQOCI)

#### Organisations politiques
- Le Mouvement national des Québécoises et des Québécois
- La Société Saint-Jean-Baptiste
- Les Organisations unies pour l'indépendance du Québec